# Marco McDonald
Marco McDonald (né le 31 août 1977 en Jamaïque) est un footballeur international jamaïcain, qui évoluait au poste de défenseur.

## Biographie

### Carrière en sélection
Avec l'équipe de Jamaïque, il joue 30 matchs (pour aucun but inscrit) entre 1998 et 2003. 
Il figure dans le groupe des sélectionnés lors des Gold Cup de 2000 et de 2003. Son équipe atteint les quarts de finale de cette compétition en 2003.
Il joue enfin trois matchs comptant pour les tours préliminaires du mondial 2002.

## Palmarès
- Finaliste du CFU Club Championship en 2004 avec le Tivoli Gardens
- Champion de Jamaïque en 2004 avec le Tivoli Gardens, en 2006 avec Waterhouse
- Vainqueur de la Coupe de Jamaïque en 2008 avec Waterhouse